# Zirolana lutea
Zirolana lutea – gatunek kosarza z podrzędu Laniatores i rodziny Assamiidae. Jedyny znany przedstawiciel monotypowego rodzaju Zirolana.

## Występowanie
Gatunek występuje w Indiach.